# Delo Franceta Prešerna
Delo Franceta Prešerna lahko razdelimo na tri časovna obdobja:
1. Mladostno obdobje (1824–1828)
2. Zrelo obdobje (1828–1840)
3. Pozno obdobje (po letu 1840)

## Mladostno obdobje
Prve ohranjene Prešernove pesmi segajo v čas študija na Dunaju, nekako v leto 1824. Možno je, da je pisal že predtem, ko je še obiskoval gimnazijo, vendar o tem ni znano nič gotovega. Ena izmed prvih pesmi je ob priložnosti nastala Zarjovena dvičica, napisana kot tolažba nesrečno zaljubljenemu sošolcu. 
Do leta 1825 je Prešernu uspelo napisati že cel zvezek pesmi, ki jih je v oceno predložil Jerneju Kopitarju. Ta mu je svetoval, naj pesmi za nekaj let pospravi, nato pa naj jih, z razdaljo, ki jo bodo prinesla leta, znova prebere in popravi. Nasvet je Prešeren še prenatančno upošteval, saj je pesmi zažgal, ohranil pa samo tri, ki so se mu zdele najboljše - prevod Lenore, Povodnega moža in Lažnjivi pratikarji. 
Prešernova prva objavljena pesem je bila Dekletam. Leta 1827 jo je v slovenščini ter nemškem prevodu priobčil Illyrisches Blatt.